# Miss Trans Global
Miss Trans Global es un certamen internacional de belleza anual para mujeres trans. El certamen se presenta como un espacio seguro para que las mujeres trans compartan sus experiencias vividas a través de discursos, espectáculos de talentos y arte.
El evento se transmite en vivo desde Londres, Inglaterra en múltiples sitios web de redes sociales. Ha ganado fuerza para la defensa de las personas trans, generando conciencia sobre la cultura queer y las preocupaciones LGBT, particularmente en países donde prevalecen la transfobia y la homofobia. Miss Trans Global afirma ser el mayor certamen internacional en defensa de las mujeres trans. 
Mela Habijan de Filipinas ganó la primera edición de Miss Trans Global en un evento celebrado virtualmente el 12 de septiembre de 2020, y la actual ganadora es Natasha Cardoso de Brasil, quien ganó el título el 31 de noviembre de 2022 en un evento digital.

## Historia
El certamen fue fundado por Miss Sahhara, una activista trans y reina de belleza que estuvo detrás de Queen of Nations, otro certamen para mujeres trans que se ha celebrado en el Reino Unido durante los últimos 13 años.
Según Sahhara, ella y su equipo pensaron en celebrar en línea la décima edición de 'Queen of Nations' en 2017, en cambio, decidieron lanzar un nuevo título que está principalmente orientado a la defensa de las personas trans a través de múltiples plataformas digitales. Su objetivo era crear un espacio inclusivo y accesible para que todas las mujeres trans de diversos orígenes se expresaran en un escenario internacional sin salir de sus hogares o países.
Según Miss Sahhara, "Miss Trans Global fue concebida en 2017, pero realizada durante el aislamiento en 2020. Nuestras comunidades en todo el mundo a menudo están atrapadas en casa con familiares transfóbicos o sin hogar debido al rechazo familiar. Por lo tanto, decidimos ayudar a abordar algunos de estos problemas involucrando a nuestra comunidad global en línea a través del concurso digital Miss Trans Global.